# 도쿠가와 사천왕
도쿠가와 사천왕(일본어: 徳川四天王)은 도쿠가와 이에야스(德川家康)를 오랜 기간 섬기며 에도 막부 창업에 막대한 공적을 세운 네 명의 무장을 칭송하기 위해 부르는 호칭이다. 불교의 사천왕이 모티브이며, 유사 개념으로 12명을 더한 도쿠가와 십육신장이 있다.
도쿠가와 사천왕이라 아울러 부르기는 하지만, 1560년 초반 미카와 통일 시대부터 1580년대 중후반 5개 쿠니 영유시대까지 도쿠가와 가문 중추에서 활약하다 1588년에 은거한 노장 사카이 다다쓰구와, 같은 기간 이에야스 직할군에 속해 주로 전쟁터에서만 활약했던 비교적 젊은 세 명은 업적과 시대적으로 큰 차이가 있다.
다다쓰구를 제외한 혼다 다다카쓰(本多忠勝), 사카키바라 야스마사(榊原康政), 이이 나오마사(井伊直政) 세 명은 1590년 도쿠가와 가문이 도요토미 히데요시(豐臣秀吉)의 명령에 따라 간토 지방으로 이동할 때부터 1600년 세키가하라 전투까지 도쿠가와 가문의 영지 경영과 세키가하라 전투에 관련된 다이묘 공작, 전후처리의 중심이 되어 활약, 막부의 기반을 다졌기에 특히 그들을 가리켜 도쿠가와 삼인방, 혹은 도쿠가와 삼걸이라 부르기도 한다.

## 도쿠가와 사천왕

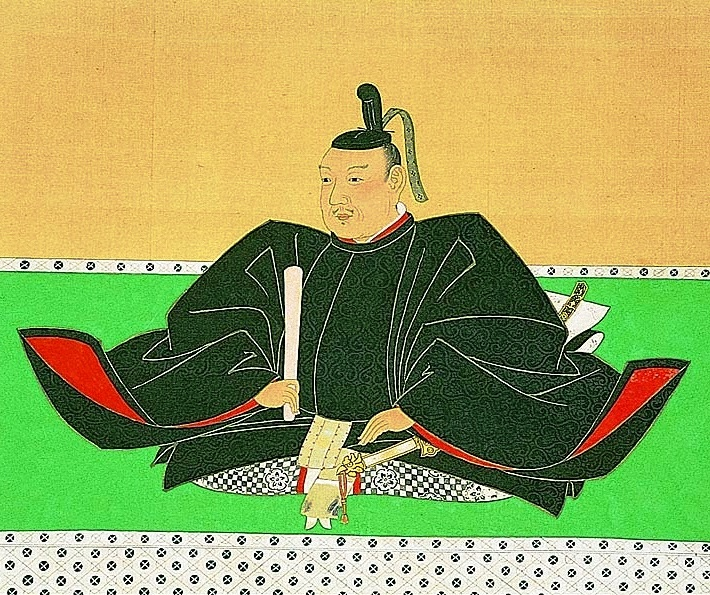
사카이 다다쓰구 （1527년 - 1596년）
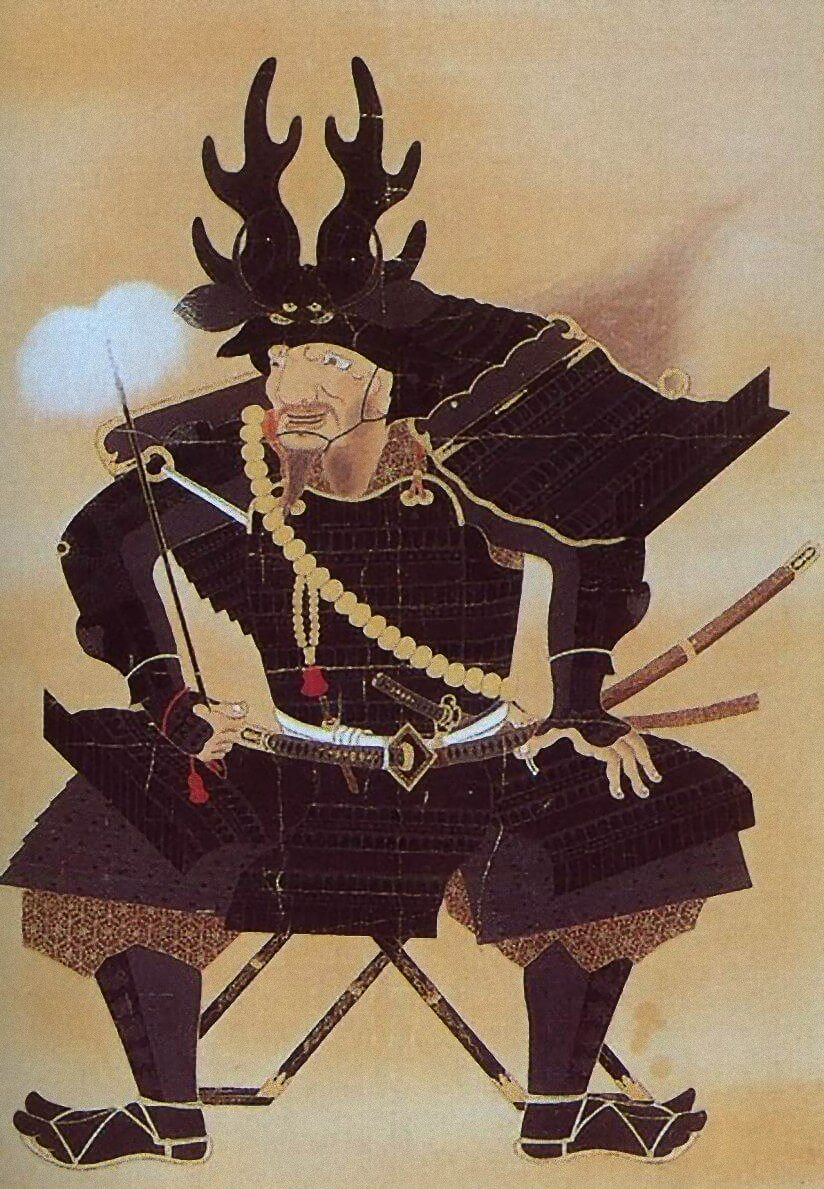
혼다 다다카쓰 （1548년 - 1610년）
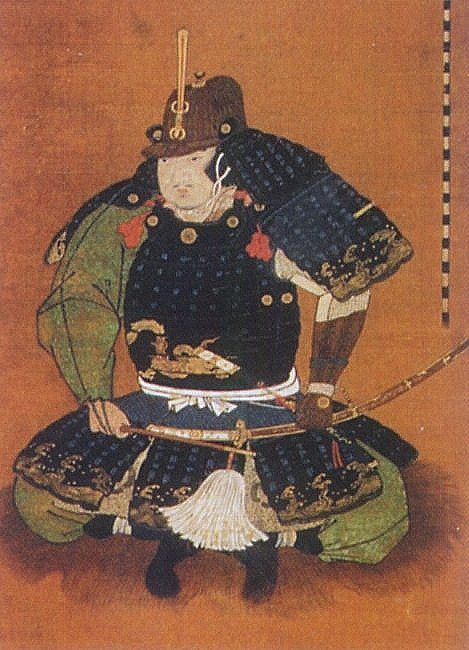
사카키바라 야스마사 （1548년 - 1606년）
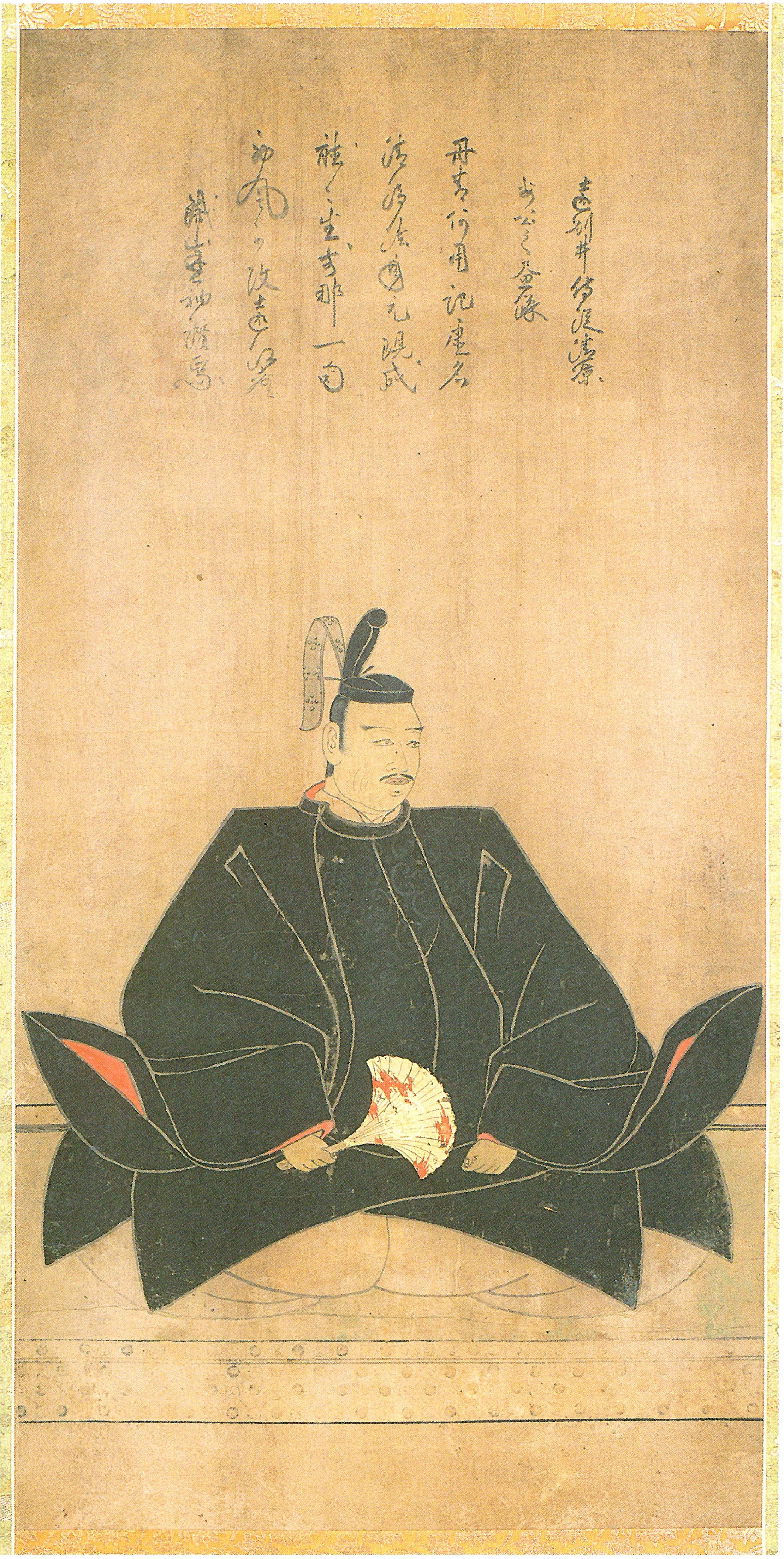
이이 나오마사 （1561년 - 1602년）

2008년 4월 2일, NHK의 《그 때 역사가 움직였다.》에서는 도쿠가와 사천왕을 테마로 한 프로그램이 방송되었다.

## 같이 보기
- 시텐노지